# قلعة الفقير
قلعة الفقير هو حصن من القرن الثامن عشر يقع في طريق الحج على قمة تل صغير في الجزء الجنوبي من العلا بالمملكة العربية السعودية. تتخذ القلعة شكلًا مربعًا بأبراج مستديرة، ثلاثة منها باقية بينما البرج الجنوبي مدمر بالكامل. تشغل القلعة مساحة 340 مترًا مربعًا بارتفاع تقريبي يزيد قليلاً عن 6 أمتار، ويبدو أنه في الأصل هيكل من طابقين مدعوم بعوارض خشبية. معظم الجدران الداخلية والسقوف والسلالم للقلعة مدمرة. لم يتبق شيء سوى الجدران والأبراج مع بقايا داخلية صغيرة.

## مواد البناء والتاريخ
كانت القلعة معروفة أصلاً في الوثائق التاريخية باسم حصن الحفير. تم بناؤه من قبل الدولة العثمانية لتسهيل عملية الحج وحماية الحجاج في رحلتهم إلى الأماكن المقدسة. تم استخدام أنواع مختلفة من المواد أثناء البناء، وخاصةً الأحجار المحلية والأحجار الرملية (أيضًا الشست والجنيس) بالإضافة إلى استخدام الطوب في المستويات العليا وفي أجزاء مختلفة من الهيكل.